# Saint-Christophe-Dodinicourt
Saint-Christophe-Dodinicourt é uma comuna francesa na região administrativa de Grande Leste, no departamento de Aube. Estende-se por uma área de 4,87 km². Em 2010 a comuna tinha 35 habitantes (densidade: 7,2 hab./km²).